# 津島源右衛門

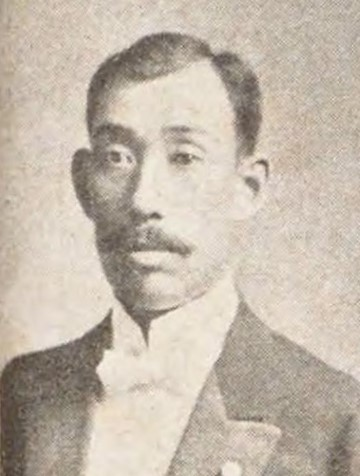
津島源右衛門

津島 源右衛門（つしま げんえもん、1871年8月3日（明治4年6月17日） - 1923年（大正12年）3月4日）は、日本の政治家、実業家。衆議院議員、貴族院議員のほか、金木銀行頭取、陸奥鉄道取締役、青森県農工銀行取締役を務めた。津島財閥当主であり、また太宰治の父である。

## 経歴
青森県西津軽郡木造村（現つがる市）の松木家に、8代目七右衛門の子、永三郎として生まれる。のち、北津軽郡金木村（現五所川原市）の津島家に養子として入り、津島源右衛門を名乗る。
1897年、金木銀行を設立し、その頭取となる。1901年に青森県会議員に当選。1912年、第11回衆議院議員総選挙で立憲政友会から立候補し当選。1922年、貴族院多額納税者議員の補欠選挙で当選。

## 家族・親族
- 兄：松木幹三郎 - 娘の岳父は貴族院議員宇野勇作[4]。
- 実子：津島文治（政治家）、太宰治（津島修治、作家）[5]
- 養子：季四郎 - 衆議院議員平山為之助、貴族院議員鳴海周次郎の弟。季四郎の義弟は貴族院議員初代佐々木嘉太郎の孫で、弟は貴族院議員2代目佐々木嘉太郎。
- 娘婿：小館貞一（青和銀行頭取） - 娘・京の夫。京と貞一の義弟は青森銀行頭取高谷英城の息子・進三。
- 孫：津島康一（俳優）、津島佑子（作家）、太田治子（作家）
- 曾孫：津島恭一（政治家）、津島淳（政治家）、石原燃（劇作家）